# Thierry Baudet
Thierry Baudet (* 28. ledna 1983 Heemstede) je nizozemský politik, zakladatel a vůdce politické strany Fórum pro demokracii. Od parlamentních voleb v roce 2017 je poslancem nizozemského parlamentu.
Vystudoval Amsterdamskou univerzitu, z které má titul bakaláře v oboru historie a titul LL.M. v oboru práva, oba z roku 2006. Následovalo studium na Leidenské univerzitě, kde získal titul PhD. z oboru práva.